# Fondazione per il libro, la musica e la cultura
La Fondazione per il Libro, la Musica e la Cultura è una fondazione culturale che opera in ambito italiano e internazionale. La sede è in via Santa Teresa 15 a Torino.

## Storia
È stata costituita nel 1994 con il nome Fondazione Salone del Libro; nel 1997 divenne Fondazione Salone del Libro e della Musica e successivamente prese l'attuale nome di Fondazione per il Libro, la Musica e la Cultura.
Gli obiettivi sono l'ideazione, promozione e organizzazione di saloni, manifestazioni e festival culturali, conferenze, mostre e ricerche su editoria, comunicazione, musica e beni culturali.
L'organismo direttivo è formato da un Alto Comitato di Coordinamento, guidato da un presidente e due vice presidenti scelti a rotazione, ogni anno, tra il sindaco di Torino, il presidente della Regione Piemonte e il sindaco di Torino anche nella veste di sindaco della Città metropolitana di Torino. Il Consiglio d'Amministrazione è guidato da un presidente: dal 2006 al giugno 2015 Rolando Picchioni, dal giugno 2015 al luglio 2016 Giovanna Milella, dall'ottobre 2016 Mario Montalcini. Segretario Generale è Giuseppe Ferrari.
Nella primavera 2016 entrano nella compagine societaria della Fondazione per il Libro, la Musica e la Cultura - quali nuovi Soci Fondatori - il Ministero dei beni e delle attività culturali e del turismo, il Ministero dell'Istruzione, dell'Università e della Ricerca e Intesa Sanpaolo; conseguentemente viene modificato lo Statuto. Presidente designato, a modifiche statutarie definitivamente approvate, è Massimo Bray.

## Iniziative organizzate
La più importante iniziativa annuale organizzata dalla Fondazione è il Salone internazionale del libro di Torino. Nel periodo 2006-2007 la Fondazione si è occupata anche delle manifestazioni connesse all'anno UNESCO di Torino Capitale Mondiale del Libro. Collabora inoltre con il Centro per il Libro e la Lettura di Roma.
Accanto al Salone internazionale del libro promuove e organizza i programmi del Salone Off e Salone Off 365.
Ogni anno (gennaio-maggio) dal 2002 coordina e organizza su tutto il territorio del Piemonte Adotta uno scrittore, iniziativa promossa dall'Associazione delle Fondazioni di Origine Bancaria del Piemonte, che porta gli scrittori nelle classi delle scuole medie e superiori per incontri con gli studenti.
Ogni anno nel mese di ottobre organizza a Torino Portici di Carta, oltre due chilometri di bancarelle di libri sotto i portici del centro cittadino, con la partecipazione di oltre 120 librai, presentazioni editoriali e dibattiti.
Partecipa alla promozione del Premio nazionale Nati per leggere, in associazione con l'omonima iniziativa culturale, con l'intento di «sostenere la migliore produzione editoriale per bambini in età prescolare, in particolare da 0 a 3 anni, e riconoscere la creatività e l'impegno degli operatori attivi nei progetti locali Nati per leggere». Il conferimento del premio è previsto nell'ambito del Salone Internazionale del Libro di Torino.

## Altre manifestazioni
Le altre manifestazioni promosse e organizzate dalla Fondazione per il Libro, la Musica e la Cultura:
- Collaborazione con il Centro per il Libro e la Lettura al coordinamento della rete "Le Città del Libro" su tutto il territorio nazionale, dal 2013.
- Libriamoci, iniziativa nazionale di letture nelle scuole promossa da Ministero dell'Istruzione, dell'Università e della Ricerca e Ministero dei beni e delle attività culturali e del turismo – Centro per il Libro, Torino, ottobre 2014.

## Collaborazioni organizzative
La Fondazione collabora e presta il proprio supporto culturale, professionale e organizzativo alle seguenti manifestazioni su tutto il territorio nazionale:
- Premio Mondello (Palermo-Milano, organizzato assieme alla Fondazione Sicilia, aprile).
- Premio Casalini, dedicato ai carcerati scrittori, dal 2011.
- Premio Italo Calvino, Torino, per opere letterarie inedite.
- Lezione Annuale Primo Levi, organizzate dal Centro Internazionale di Studi Primo Levi, Torino, ottobre.
- Letteraltura, festival della Letteratura di Montagna, Verbania, dal 2007.

## Progetti storici e conclusi
Fra i progetti ideati, coordinati o sostenuti dalla Fondazione negli anni precedenti e ora conclusi:
- Musica 2000 (Torino, Lingotto Fiere, 1999)
- Umbria Libri (Perugia, 1999-2000)
- Le manifestazioni celebrative e le sette grandi mostre del Centenario dell'Esposizione Internazionale d'Arte Decorativa Moderna - Torino 1902 (Torino, 2002-2003).
- La manifestazione di chiusura delle celebrazioni del cinquantenario della televisione italiana Luci del Teleschermo (Torino, 2004-2005).
- Mestieri in Mostra (Torino, Lingotto Fiere, 2006–2007).
- L'anno Unesco di Torino Capitale Mondiale del Libro (2006-2007).
- Il salone della montagna Alpi 365 (Torino, Lingotto Fiere, 2007 e 2009).
- Il convegno Le Generazioni e i Luoghi (Sestriere, 2007).
- Biennale del Libro di Viaggio (Arona, 2007 e 2008).
- Dal Benessere al Bellessere (Acqui Terme, 2009).
- Rotte del Mediterraneo (Forte di Fenestrelle, 2008).
- Casa Olimpia (Sestriere, dal 2006 al 2014, dicembre-gennaio).
- La comunicazione, il sito web e l'evento inaugurale del WiMu. Museo del Vino al Castello di Barolo (2010).
- Il Premio Salone Internazionale del Libro a Torino e sull'intero territorio del Piemonte), assegnato ad Amos Oz (2010) e Javier Cercas (2011).
- Il Concerto per la Festa della Liberazione a Torino (25 aprile, 2009-2011).
- Parco Culturale Piemonte Paesaggio Umano (Langhe, Roero, Monferrato, dal 2010).
- Parco Culturale Terre di Vino e di Riso (province di Novara e Vercelli, 2010-2011).
- La mostra 1861-2011. L'Italia dei Libri, contributo della Fondazione per il 150° dell'Unità d'Italia (Torino, Oval Lingotto 2011, e successivi riallestimenti alla Biblioteca Civica di Torino, Bari, Firenze, Palermo, Roma, Budapest).
- Il ciclo d'incontri e la mostra per il 25° del Salone internazionale del libro La Città Visibile. Torino, 1988-2012 (con il Circolo dei Lettori di Torino, 2012).
- La mostra Dall'idea al chiodo (Torino, 2013).
- Leggere la città (Pistoia, 2013).
- Sentieri e Pensieri, programma di incontri letterari, presentazioni e concerti a Santa Maria Maggiore, Val Vigezzo; dal 2013).
- Montagne dal Vivo, programma di spettacoli di musica e teatro in 74 località della montagna piemontese, 2013-2014.
- ExillesFest, festival di spettacoli, incontri e letture al Forte di Exilles, agosto 2014.